# Tramway de Jérusalem
Le tramway de Jérusalem (en hébreu : הרכבת הקלה בירושלים, en anglais : Jerusalem Light Rail)  est un tramway dont les caractéristiques sont celles d'un métro léger, qui dessert la ville de Jérusalem et une partie de la Judée-Samarie. Il transporte, selon Geo magazine, 130 000 voyageurs par jour.
Son premier tronçon d'une longueur de 13,8 km a été mis en service le 19 août 2011. Le 27 février 2025, la ligne rouge a été prolongée jusqu'à Hadassa Ein Kerem à l'ouest et jusque Dan's le quartier de Neve Yaakov au nord-est.

## L'ancien réseau
Historiquement, Jérusalem se trouve sur le  Chemin des Patriarches  situé entre la Via Maris (le long de la côte à l'ouest) et la route principale (à l'est du Jourdain). Lors de la croissance de la ville au XIXe siècle qui l'amène à sortir des remparts, l'urbanisation s'est réalisée le long des grandes voies de communication, devenant ainsi la route de Jaffa, qui mène à l'ouest en direction de la plaine côtière, la route des crêtes menant vers le nord à Ramallah, Naplouse et Damas, et au sud vers Bethléem et Hébron, ainsi qu'une route à l'est vers Jéricho.
Les premiers projets de tramway datent de 1892 et ont été conçus par l'ingénieur grec libanais, George Frangié, qui était également intervenu sur le projet du chemin de fer Jaffa - Jérusalem. Ce tramway aurait relié Jérusalem, Ein Karem et Bethléem. En 1910, les autorités ottomanes publient un appel d'offres pour la réalisation d'un tramway.
En 1918, la 272e compagnie  des Royal Engineers de l'armée britannique, commandée par le colonel Jordan Bell, et spécialisée dans les travaux de voies ferrées, a construit un système ferroviaire reliant Jérusalem (quartier de la Colonie allemande) à Al-Bireh, situé à la périphérie de Ramallah, avec un itinéraire sinueux dans Jérusalem et les montagnes entourant la Vieille-ville, passait par l’actuelle Knesset et le Zoo biblique.  850 ouvriers arabes égyptiens et locaux, dont environ la moitié de femmes, ont participé aux travaux,.
Le chemin de fer a été utilisé par l'armée britannique pendant quelques mois pour le transport de troupes du général Allenby. Il a été démantelé lorsque le front s'est déplacé vers le nord à la fin de 1918. Il ne subsiste plus de traces de cette ligne, mais certaines des rues de la ville ont pu être ouvertes le long de son itinéraire.

## Le projet et sa réalisation

### Objectifs du projet
Les objectifs du projet sont d'améliorer le déplacement des habitants de Jérusalem - la circulation y est rendue difficile par des bouchons quotidiens qui affectent aussi bien les voitures que les autobus -, de diminuer la pollution liée aux autobus traditionnels ainsi que de désenclaver certains quartiers.

### Montage financier
Le 17 juillet 2005, le gouvernement israélien a signé un contrat de Partenariat public-privé avec le consortium Citypass Limited (regroupant Alstom, Veolia Transport, les entreprises israéliennes Polar et Ashtrom, les banques Leumi et Hapoalim) pour l'exploitation et la construction de la ligne de tramway de Jérusalem,,,,,,.
Ce type de contrat de construction et d'exploitation ferroviaire est défini par l’acronyme anglais BOT : des entreprises privées construisent (build) et gèrent (operate) le tramway pendant trente ans avant de rétrocéder (transfer) le tout aux pouvoirs publics.

### Découvertes archéologiques
Lors de la construction de la voie de tramway dans la zone de Shuafat, les restes d'un ancien site de peuplement judéo-romain ont été découverts.
Ils ont été décrits comme étant ceux d'une  « communauté sophistiquée impeccablement planifiée par les autorités romaines composée de rangées de maisons ordonnées et de deux beaux bains publics au nord ».

### Restructuration du réseau de transport public
La mise en service du tramway s'accompagne de la restructuration du réseau de bus de Jérusalem, avec la mise en service de 4 lignes de bus à haut niveau de service circulant en site propre, dénommées BRT (Bus Rapid Transit).
Par ailleurs sera créée une nouvelle ligne Jérusalem - Aéroport Ben Gourion - Tel Aviv, qui mettra les deux grandes agglomérations à trente minutes l’une de l’autre. D’une longueur de 57 km, cette ligne à deux voies comportera 20 km de tunnels et 5 km de ponts enjambant les vallées.

### Grandes dates du projet

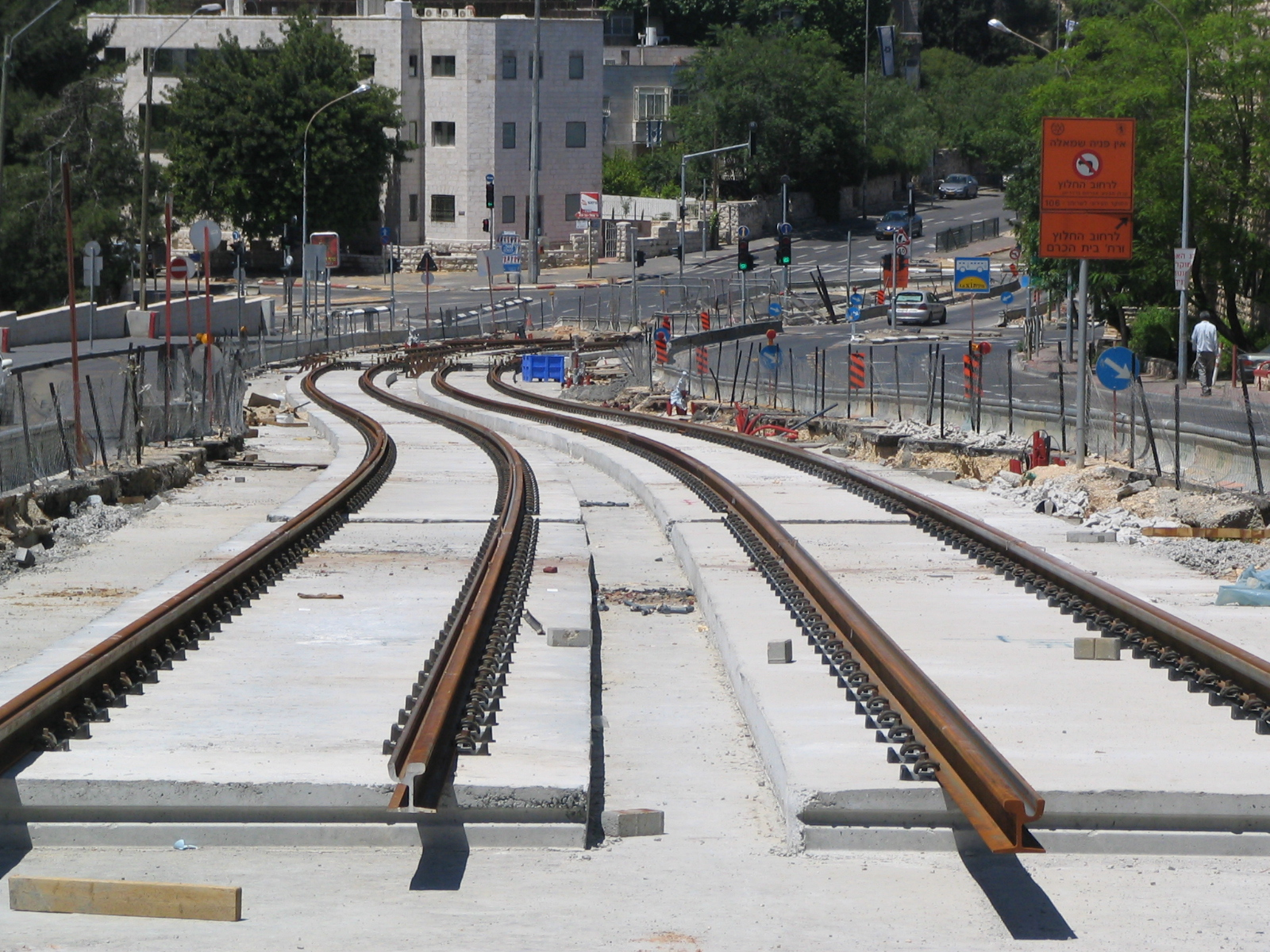
Pose des rails sur le boulevard Herzl en mai 2007.

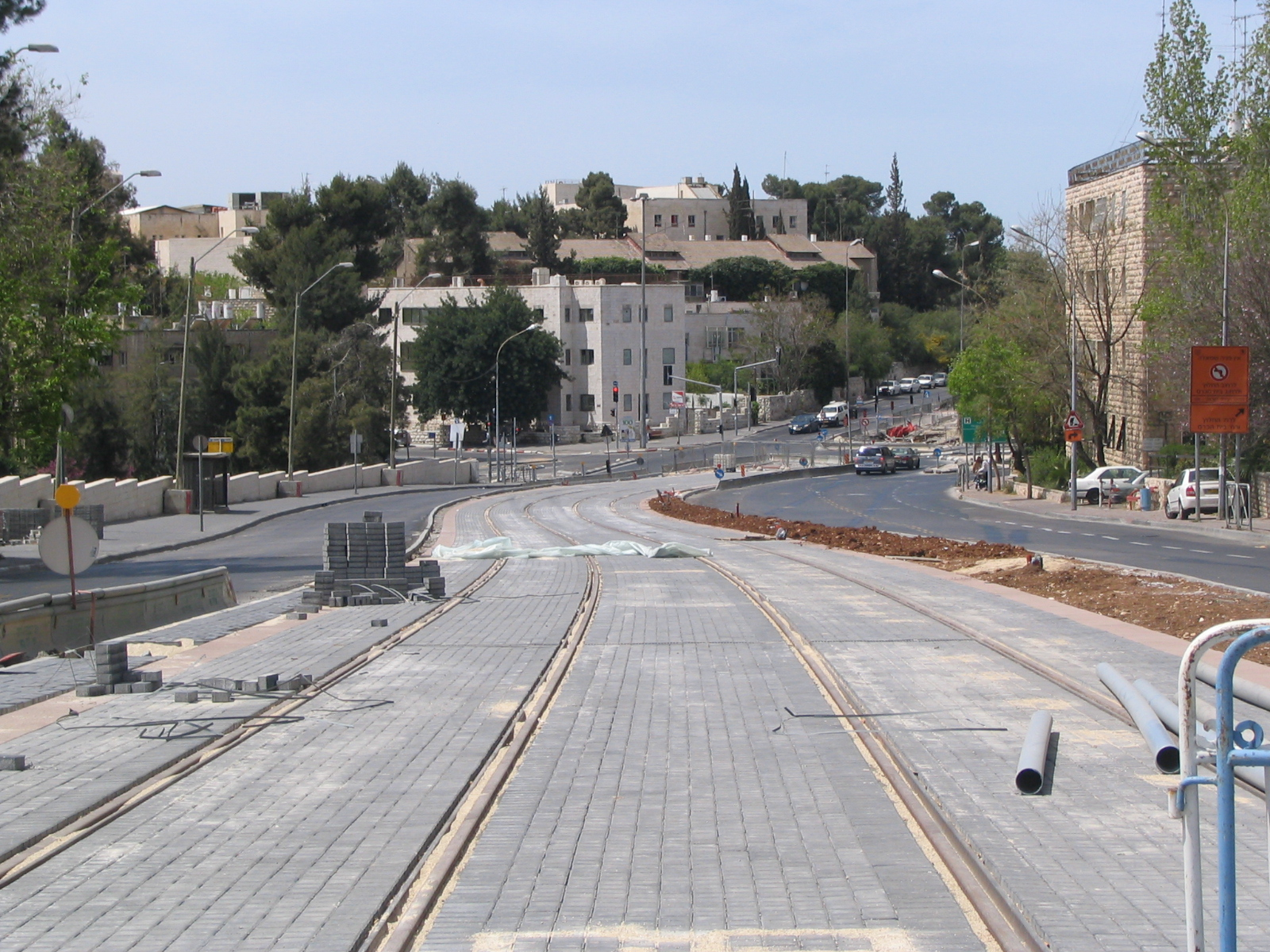
Pavage des voies sur le boulevard Herzl ern avril 2008.

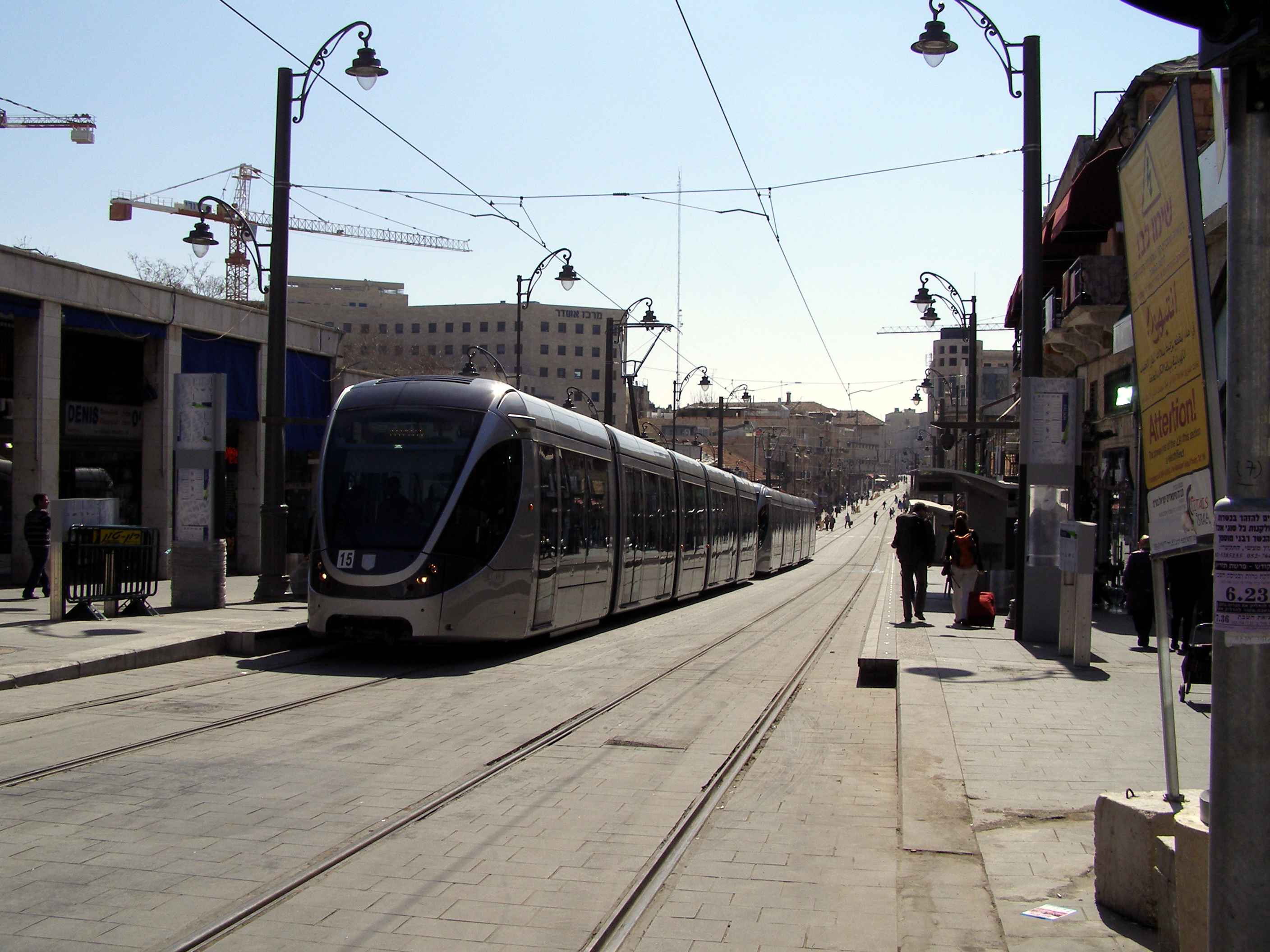

La mise en service du tramway était prévue pour 2006, mais a pris plusieurs années de retard sur le calendrier prévu, les travaux avançant très lentement. La date de mise en service ne cesse d'être reportée. On a parlé de 2006, puis 2008, puis 2009, puis septembre 2010, puis d'avril 2011 puis du 8 août, puis du 19 août 2011. Il est alors question de ne le mettre en service qu'après les vacances, lors des fêtes de Soukkot, mi-octobre ou en novembre 2011 et on parle même de janvier 2012 ! Finalement, la mise en service gratuite a lieu le 1er septembre 2011 et, le 1er décembre 2011, le service devient payant et est assuré normalement.
- La construction de la ligne de tramway a débuté en avril 2002.
- Le Pont de Cordes de l'architecte Santiago Calatrava a été inauguré le 25 juin 2008[19], dans le cadre des festivités du 60e anniversaire d'Israël.
- Les tests débutent au printemps 2010[20]. Les rames argentées roulent pour la première fois sur la ligne de tramway le 24 février 2010.
- Le 23 août 2010, le tramway de Jérusalem arrive en phase finale, malgré les importants retards et de gros dépassements de budget. Les rames toutes neuves commencent à sillonner la ville pour une période d'essai technique. La première sortie s'est effectuée en présence de personnalités officielles dont le Ministre des Transports et de la Sécurité routière Israël Katz et le Maire de Jérusalem, Nir Barkat. La mise en service reste prévue pour le 7 avril 2011. On apprend dans le même temps que le projet de Tramway de Tel Aviv est abandonné provisoirement faute de financement[21], mais l'enjeu politique n'est sans doute pas le même qu'à Jérusalem.
- Le lundi 18 octobre 2010 : les tests ont été effectués sur le pont suspendu du tramway. On y a fait passer plusieurs rames en même temps pour vérifier sa solidité. Ces tests avaient lieu de nuit, mais une centaine de personnes étaient venues spécialement pour y assister et ont applaudi avec enthousiasme.
- Le mardi 8 février 2011 à 8 heures du matin : premier accident du tramway qui est entré en collision avec une voiture ayant brulé un feu rouge au niveau de la colline des Français[22].
- Le jeudi 7 avril 2011 : nouveau délai pour la mise en service de la première ligne de tramway, qui est reportée cette fois au 17 avril 2011 pour une ouverture partielle très limitée. L'exploitation commerciale complète ne se fera pas avant le 8 août 2011. En effet, lors d'une visite de contrôle, il a été constaté que la sécurité n'était pas aux normes internationales et l'autorisation n'a pas été donnée. Par ailleurs, d'autres questions restent toujours en suspens, comme le conflit commercial entre CityPass et Egged[16].
- Le mercredi 6 juillet 2011 : Dans le différend entre l'État, la municipalité et la société CityPass qui gère le tramway concernant la priorité aux feux de circulation, un arbitrage indépendant a rejeté la demande de report d'un mois supplémentaire présentée par la société CityPass et a décidé que la mise en service devra être effective au plus tard le 19 août 2011. Elle se fera de façon progressive. Concernant la priorité aux feux, aucune décision définitive n'a encore été prise, celle-ci étant repoussée à une date indéterminée[23].
- Le 1er septembre 2011 : le tramway circule librement et gratuitement à Jérusalem pour 3 mois jusqu'au 1er décembre 2011, en attendant la complète mise au point du système de signalisation.

## Infrastructure

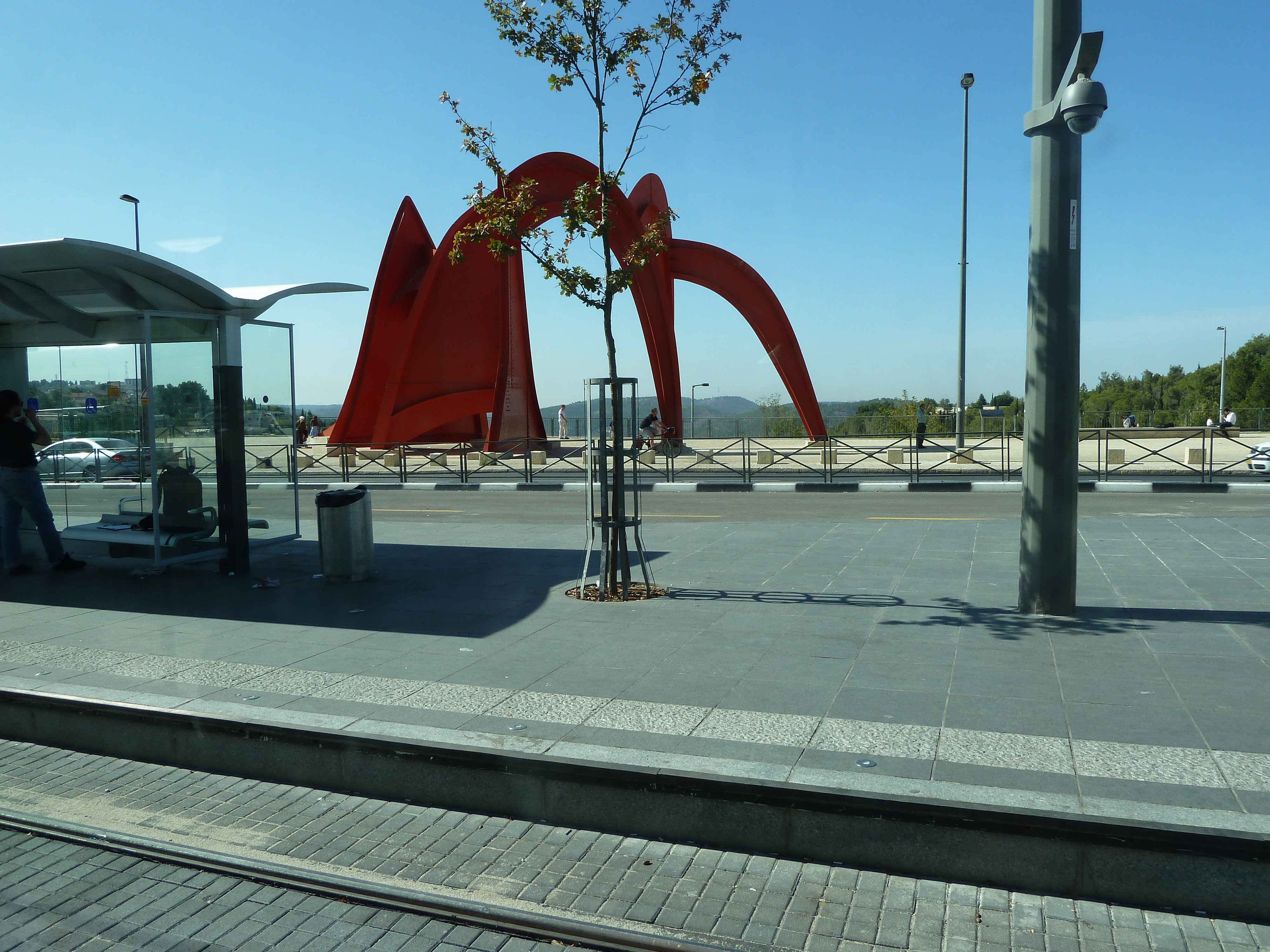
Stabile de Calder "un geste pour Jérusalem" au pied du Mont Herzl (Place de Hollande) - C'est l'ancien terminus de la ligne de tramway

### Tracé de la ligne
La première ligne a été inaugurée en 2011, puis prolongée le 27 février 2025. Elle débute à Neve Yaakov pour continuer jusqu'à Pisgat Ze'ev, importante enclave juive de Jérusalem-est, suit au sud la route 60 jusqu'à la route de Jaffa (Rehov Yaffo), en traversant les quartiers arabes de Jérusalem-est de Sheer Jarra, Shoaffat, Beit Hanina. Elle suit cette artère commerciale majeure du centre-ville, élargie et réaménagée à cette occasion en direction de l'ouest, longe les murailles de la vieille ville, dessert le marché Mahane Yehuda puis atteint la gare routière centrale de Jérusalem, continue vers le sud-ouest, traversant le Pont de Cordes le long du boulevard Herzl, jusqu'au quartier de Beit HaKerem, passe à proximité du cimetière national du mont Herzl non loin du mémorial de Yad Vashem, dessert les quartiers ouest de Kiryat HaYovel et Kiryat Menahem pour déboucher finalement au Centre médical Hadassah à Ein Kerem, où se trouve son terminus.
La ligne de tramway s'étend sur 22,5 kilomètres et dessert 35 stations.

#### Liste des stations
- Neve Yaakov
- Itzhak Tavenkin
- Mazal Kashat
- Moshe Dayan
- 'Heil Ha-Avir
- Sayeret Dukhifat
- Pisgat Ze'ev Center
- Yekuti'el Adam
- Beit'Hanina (Shuafat North)
- Shu'afat (Shuafat Center)
- Es-Salal (Shuafat south)
- Giv'at-Ha-Mitvar
- Ammunition Hill
- Shim'on Ha-Tsadik
- Shivtei Israël
- Damascus Gate
- City Hall
- Jaffa Center (King George)
- Ha-Davidka
- Mahane Yehuda
- Ha-Turim (Jaffa West)
- Central Station
- Kiryat Moshe (Ben Dor)
- He-Haluts (Haft Square)
- Denia Square
- Yefeh Nof
- Mount Herzl
- Shmaryahu Levin
- Kiryat HaYovel - West
- HaMifletzet Playground
- Henrietta Szold - East
- Kiryat Menahem
- Ora Junction
- Medical School
- Hadassah Ein Kerem

### Aménagements
La réalisation du tramway s'est accompagnée de l'élargissement et de la piétonnisation de la route de Jaffa, l’une des plus vieilles et l’une des plus longues de Jérusalem, et qui en constitue un pôle commercial et d'animation majeur. Plusieurs bâtiments anciens ont été rénovés et l'arrivée du tramway s'est traduite par la construction de nouveaux logements de haut standing

#### Végétalisation
Entre 2009 et 2011, plus de 3 500 arbres ont été plantés le long de la ligne. Leurs espèces ont été sélectionnées pour résister au climat de Jérusalem, avec ses hivers froids, tout en procurant de l'ombre en été. Il s'agit de platanes, de frênes et de  chênes. Toutefois, le ministère des Transports s'est opposé en mars 2011 à la plantation d'arbres en bordure de la plate-forme, en raison de problèmes de visibilité.

### Principaux ouvrages d'art

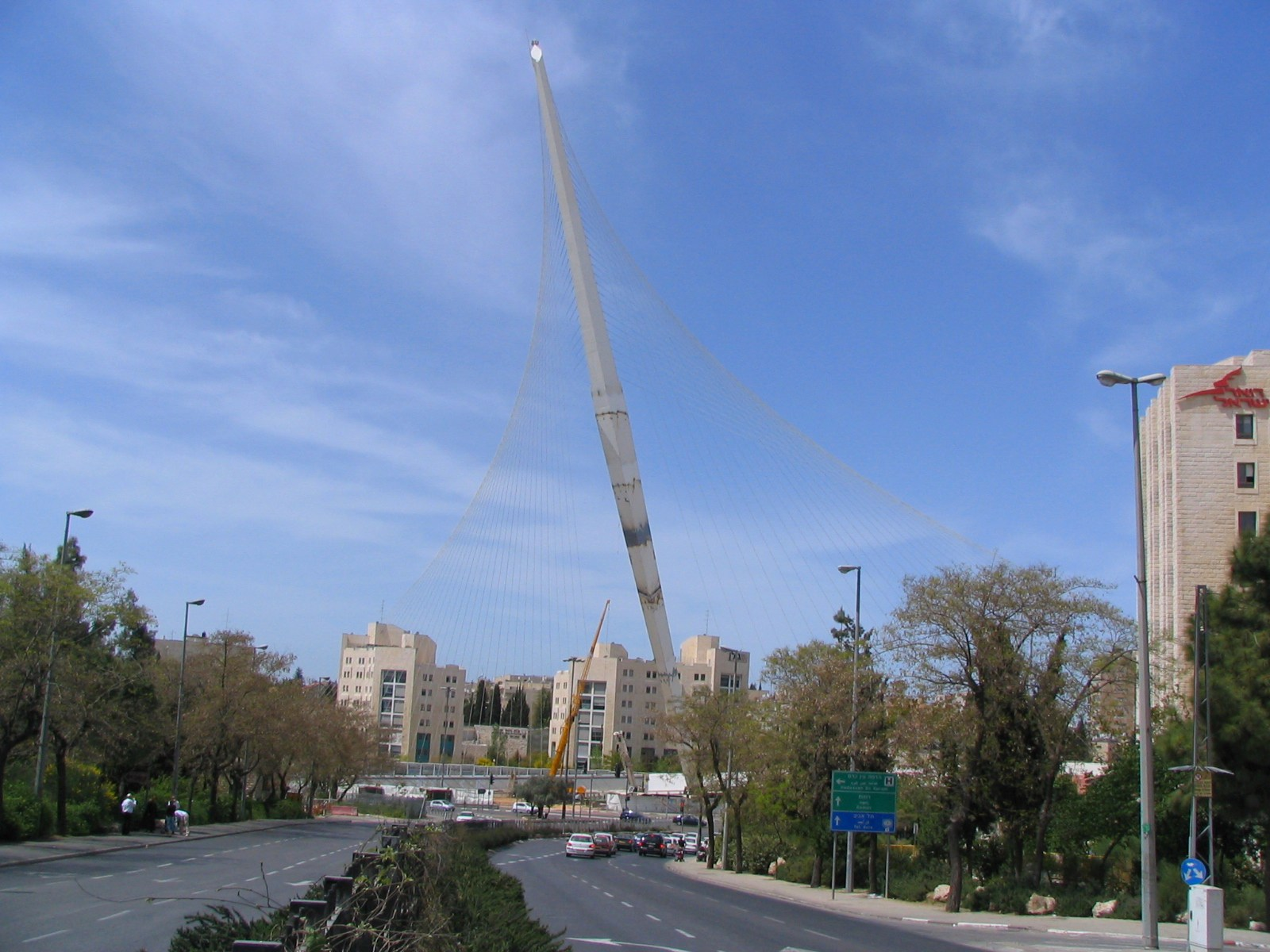
Construction du pont de Cordes en avril 2008, de l'architecte Calatrava

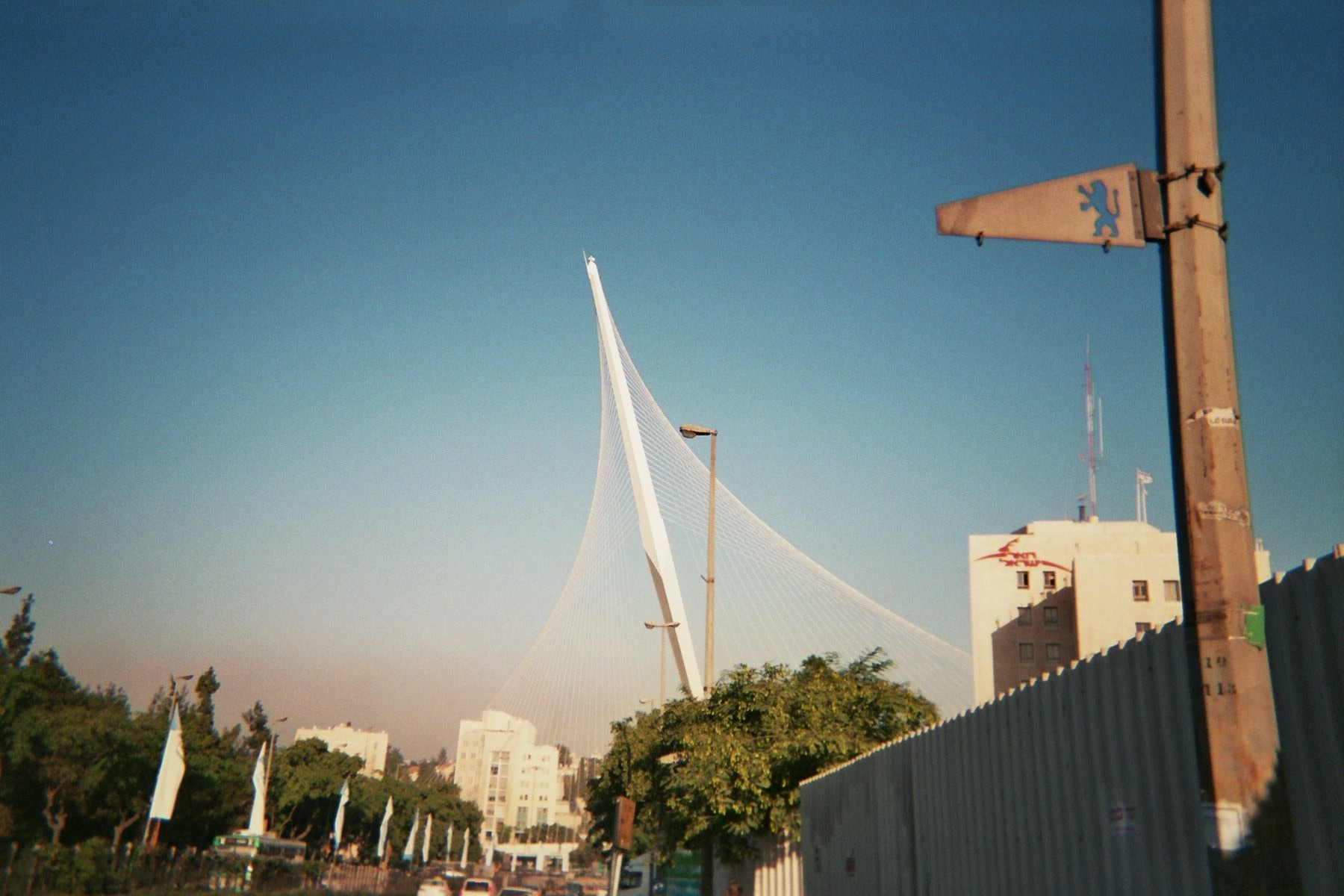
Le pont suspendu du tramway en août 2008

### Dépôt
Le dépôt de la ligne est situé à l'entrée du quartier de Pisgat Zeev, sur le « Mont des français », à proximité de la station Giv'at HaMivtar, sur un terrain de 10 acres (40 000 m2 environ).
Un poste de commande centralisé y est implanté et gère la circulation des rames, qui bénéficient d'une priorité dans la gestion des carrefours.

Vues du dépôt
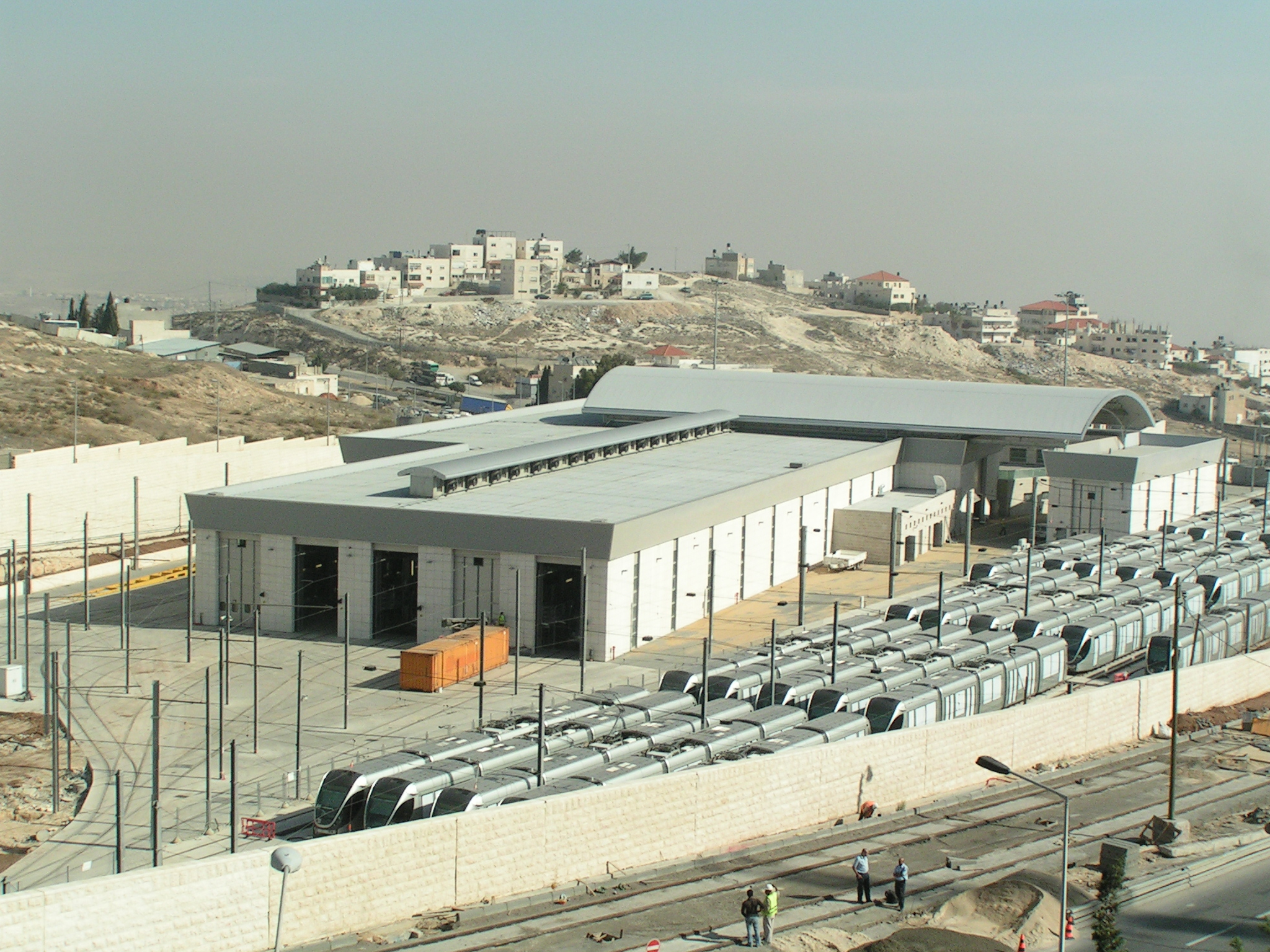
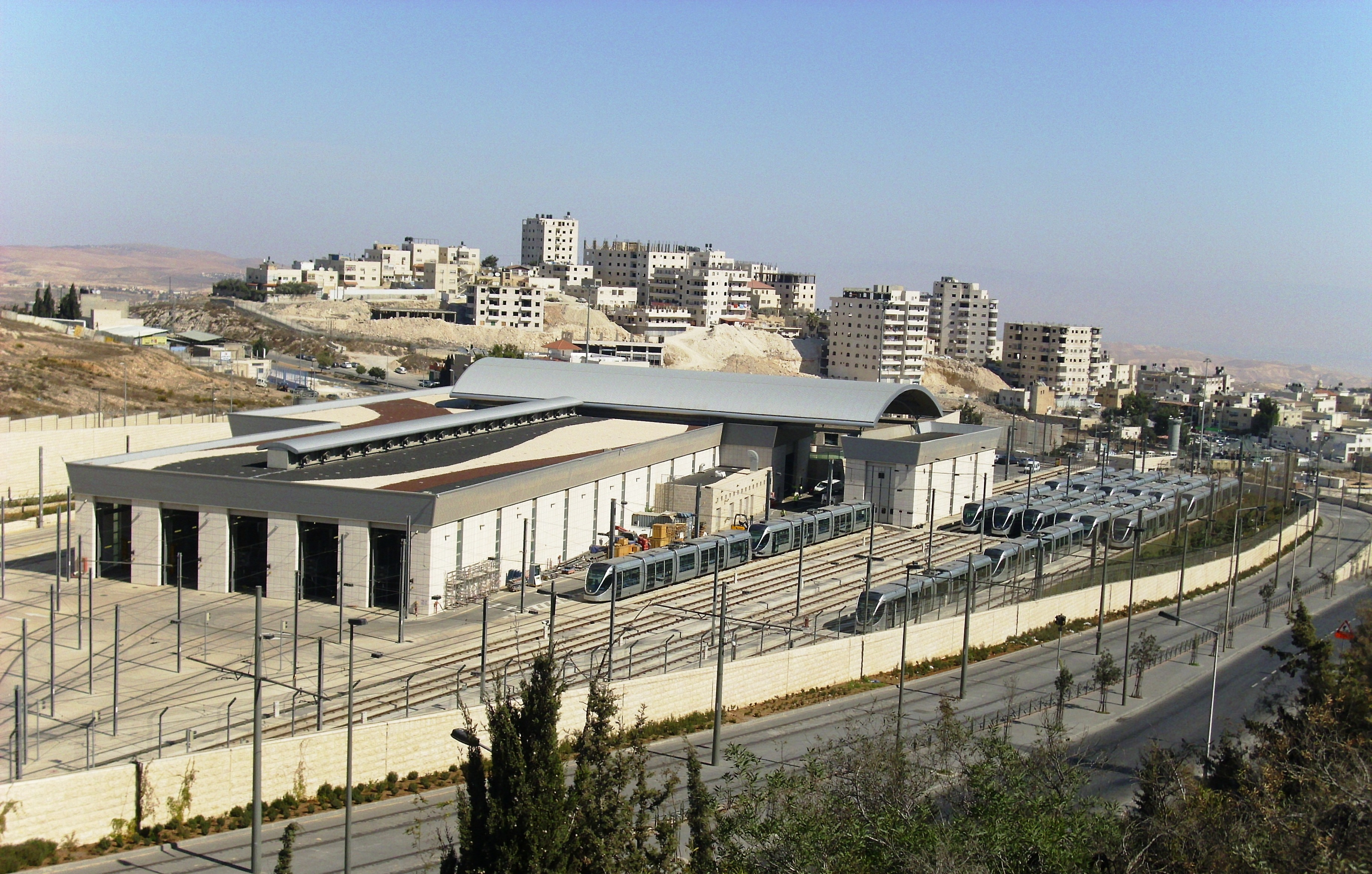
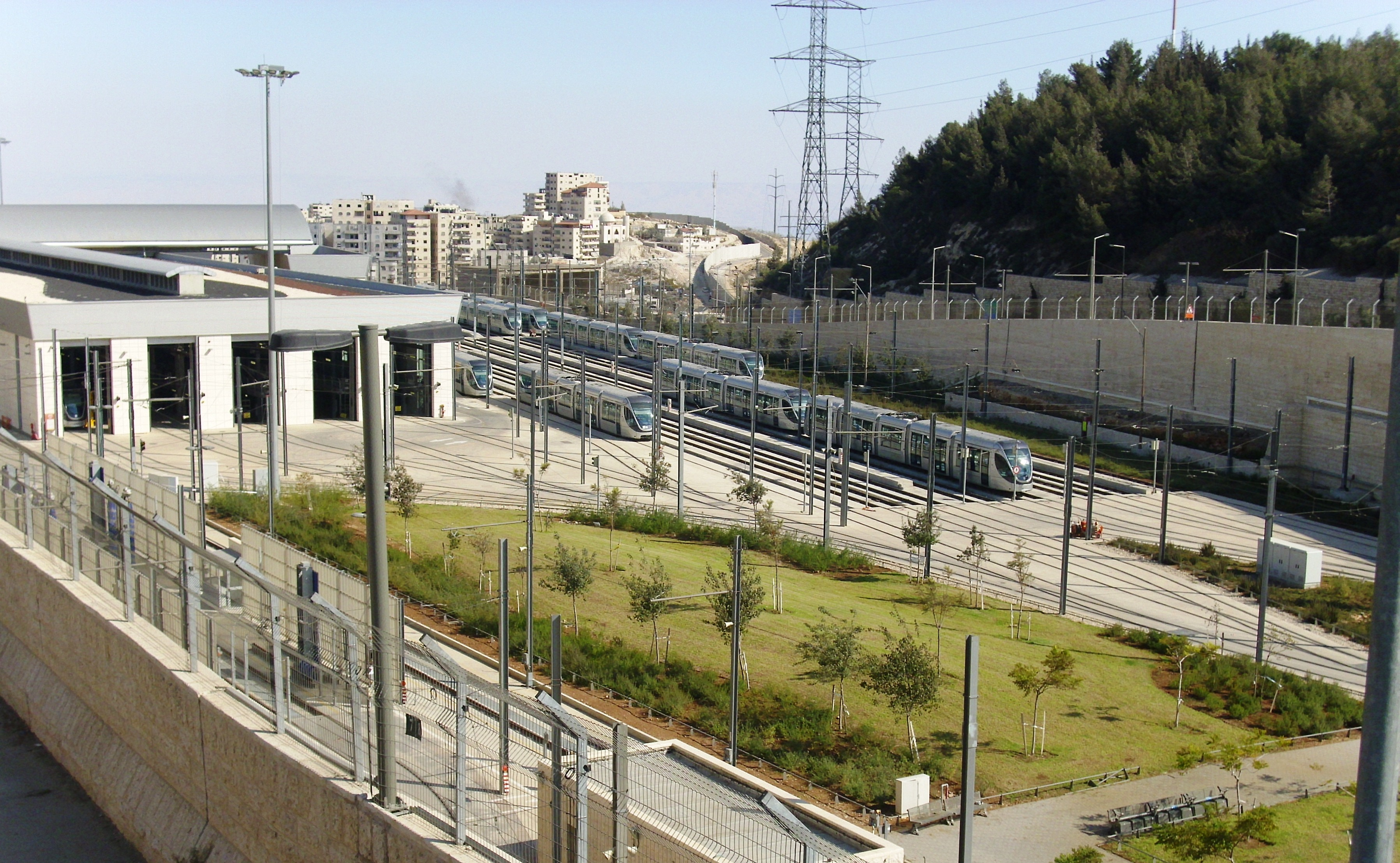

## Exploitation

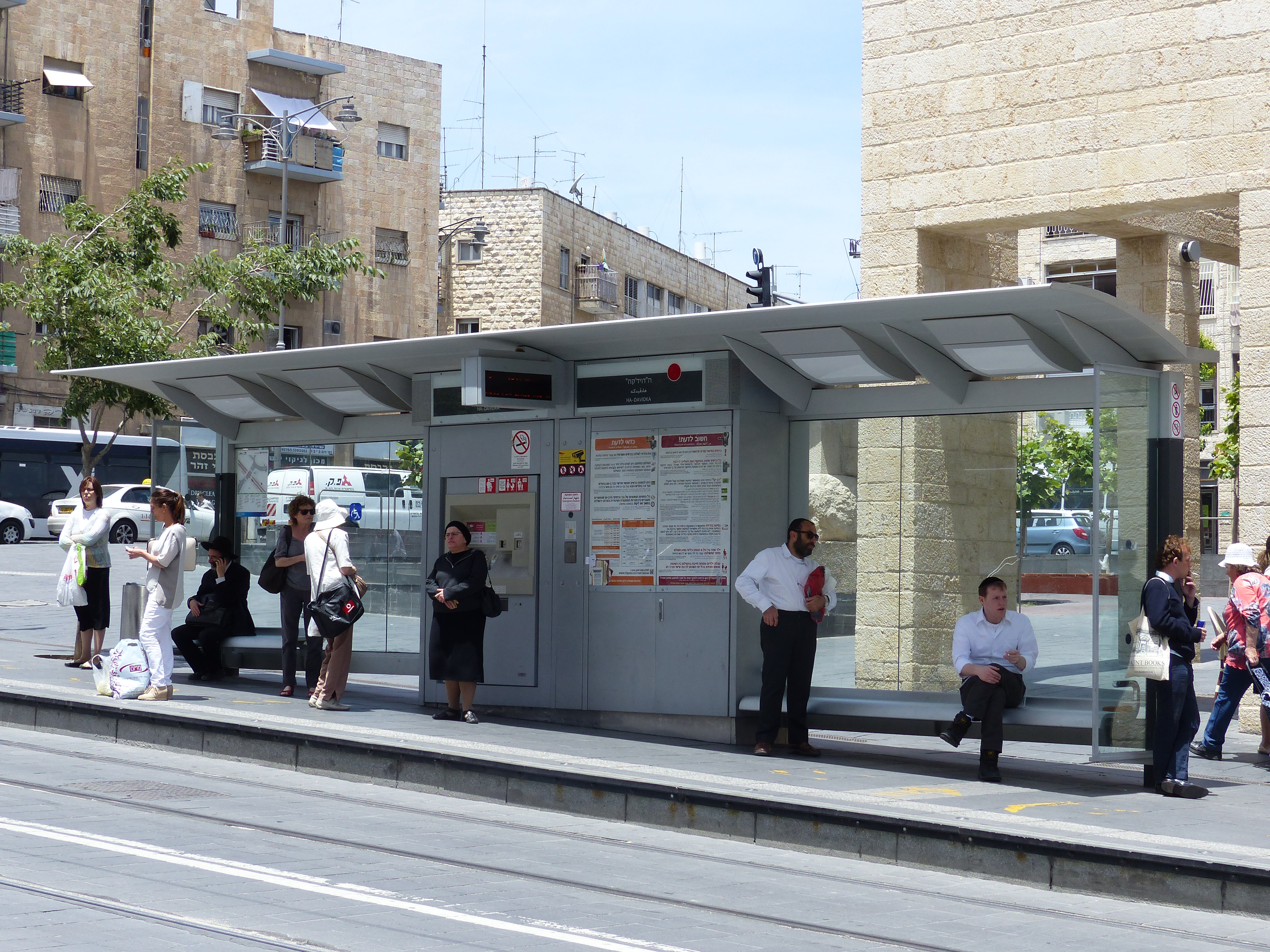
Mobilier urbain des stations, avec abri et distributeur de billets

Veolia Transport, qui devait exploiter la ligne dans le cadre du consortium CityPass, s’est retirée en 2010. L’exploitation est désormais assurée par le groupe de transports israélien Egged Holding Ltd pendant 27 ans. L'exploitant s'est renommé Cfir.

### Matériel roulant

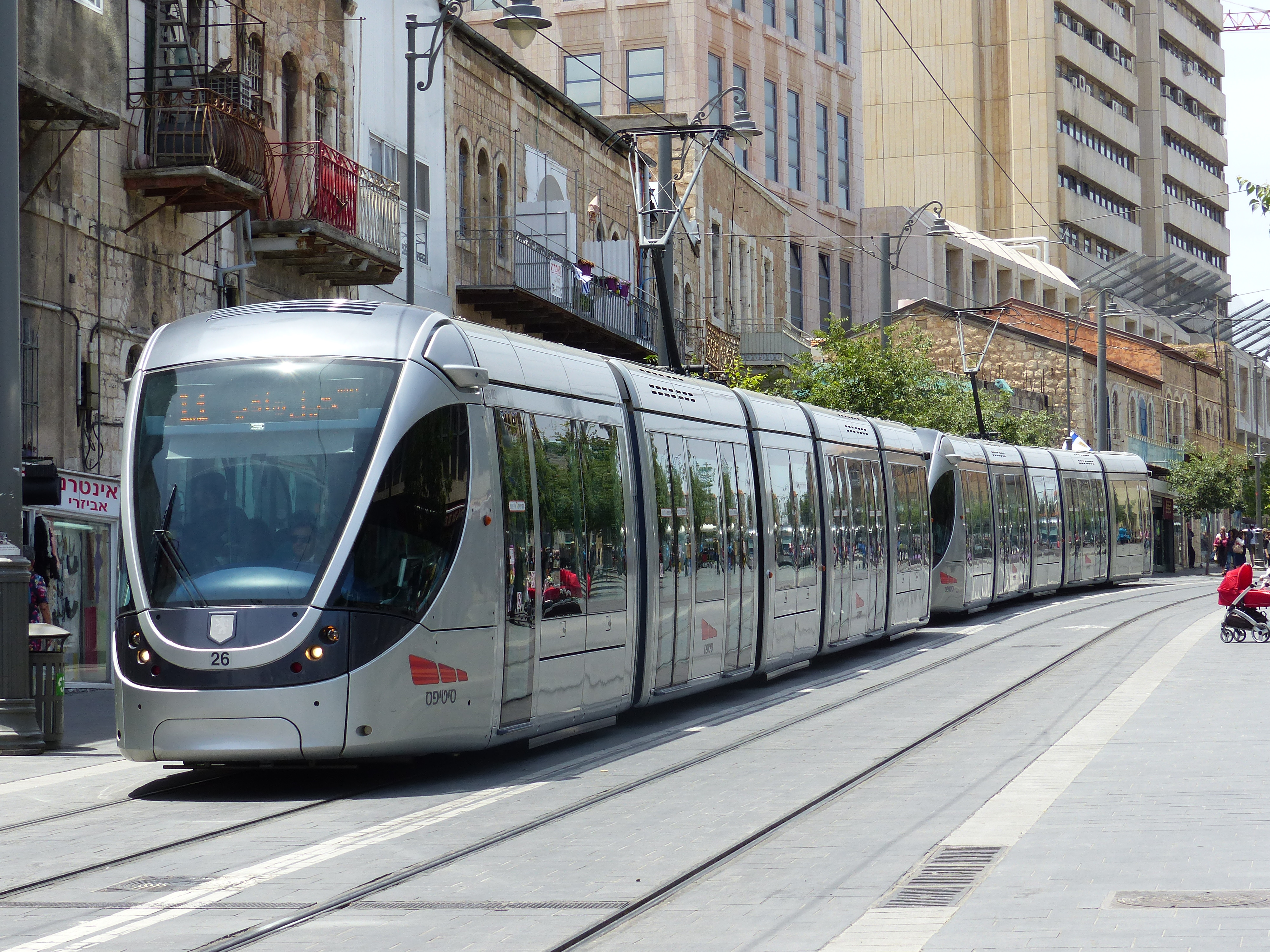
Rame constituée de deux Citadis 302 accouplées, sur Jaffa Street

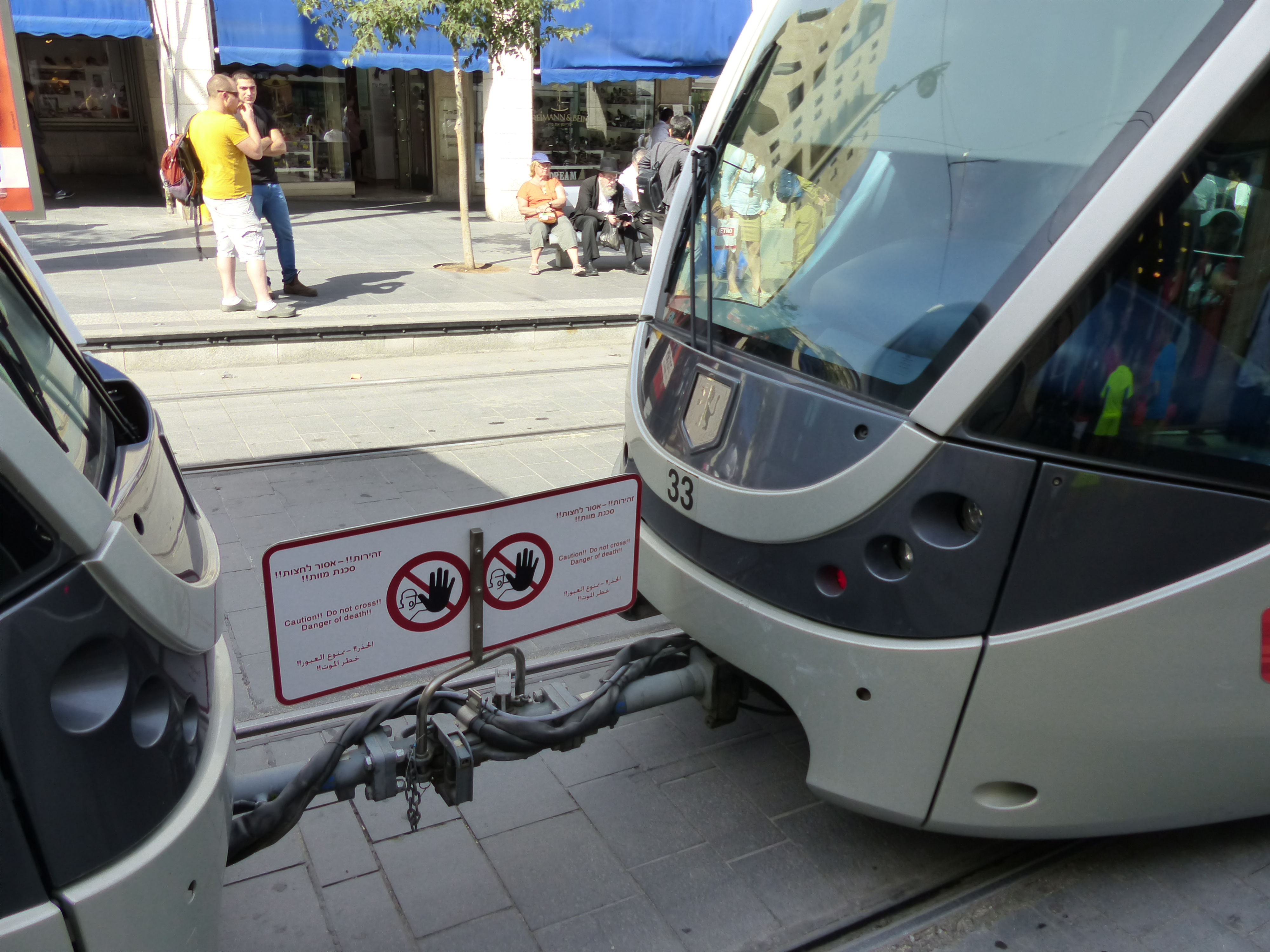
Dispositif d’accouplement des deux Citadis formant une rame du tramway de Jérusalem

46 rames, de type Citadis 302, équipées de fenêtres pare-balles et ont un design lisse (sans parties mécaniques visibles) pour être moins vulnérables aux attaques terroristes, ont été commandées au constructeur Alstom, et ont eu leur aspect extérieur défini par Yellow Window Design Consultants, du groupe Enthoven.
Compte tenu des importantes rampes que doivent gravir les rames du tramway de Jérusalem, qui peuvent atteindre 9 %, tous les essieux des rames Citadis 302 sont équipés de moteurs de traction.
Chaque rame mesure 32,52 m de long avec un gabarit de 2,65 m de large, et transporte jusqu'à 228 passagers dont 56 places assises et huit strapontins. Elles circulent accouplées par deux de manière permanente.
Le 14 février 2025, les nouvelles rames espagnoles CAF Urbos 100 ont rejoint la ligne de tram dans le cadre du prolongement a Neve Yaakov au Nord et Hadassa Ein Kerem à l'ouest.

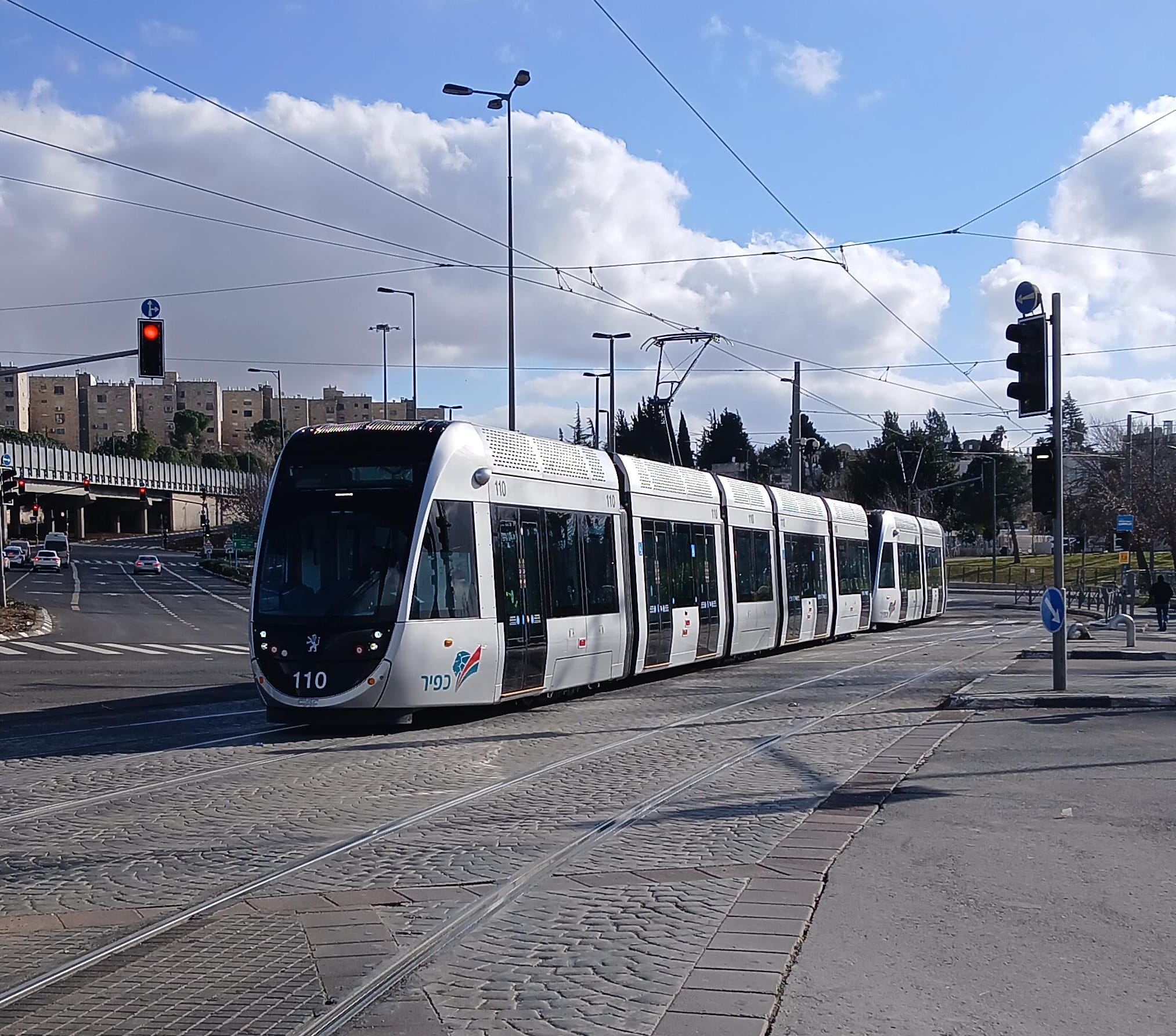
Le nouveau matériel roulant CAF Urbos 100 en service a Jérusalem

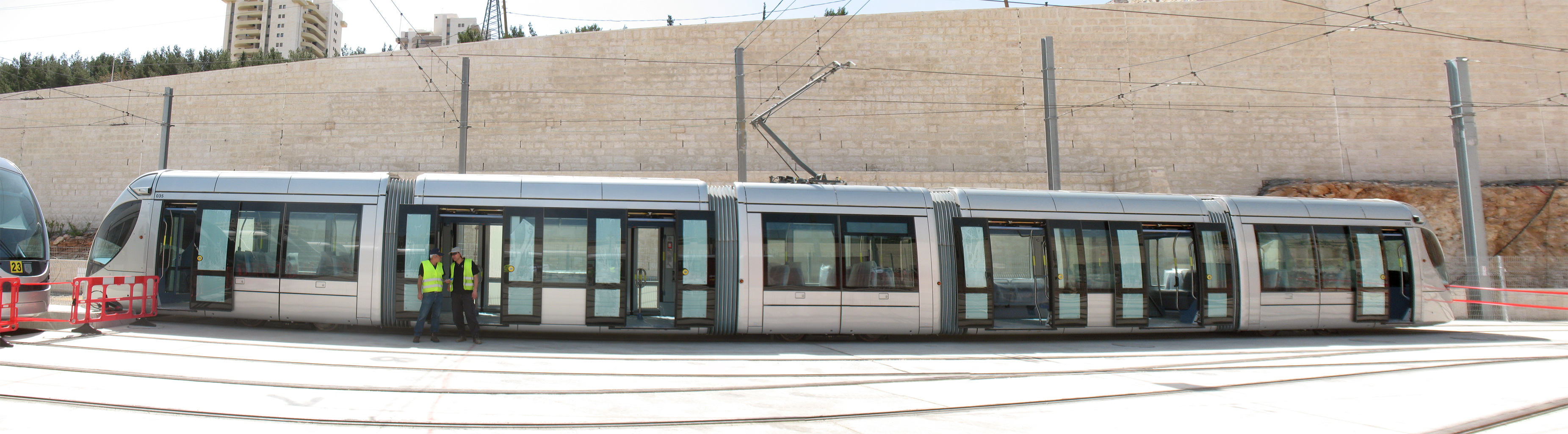
Livraison de l'une des premières rames du tramway

### Horaires de fonctionnement

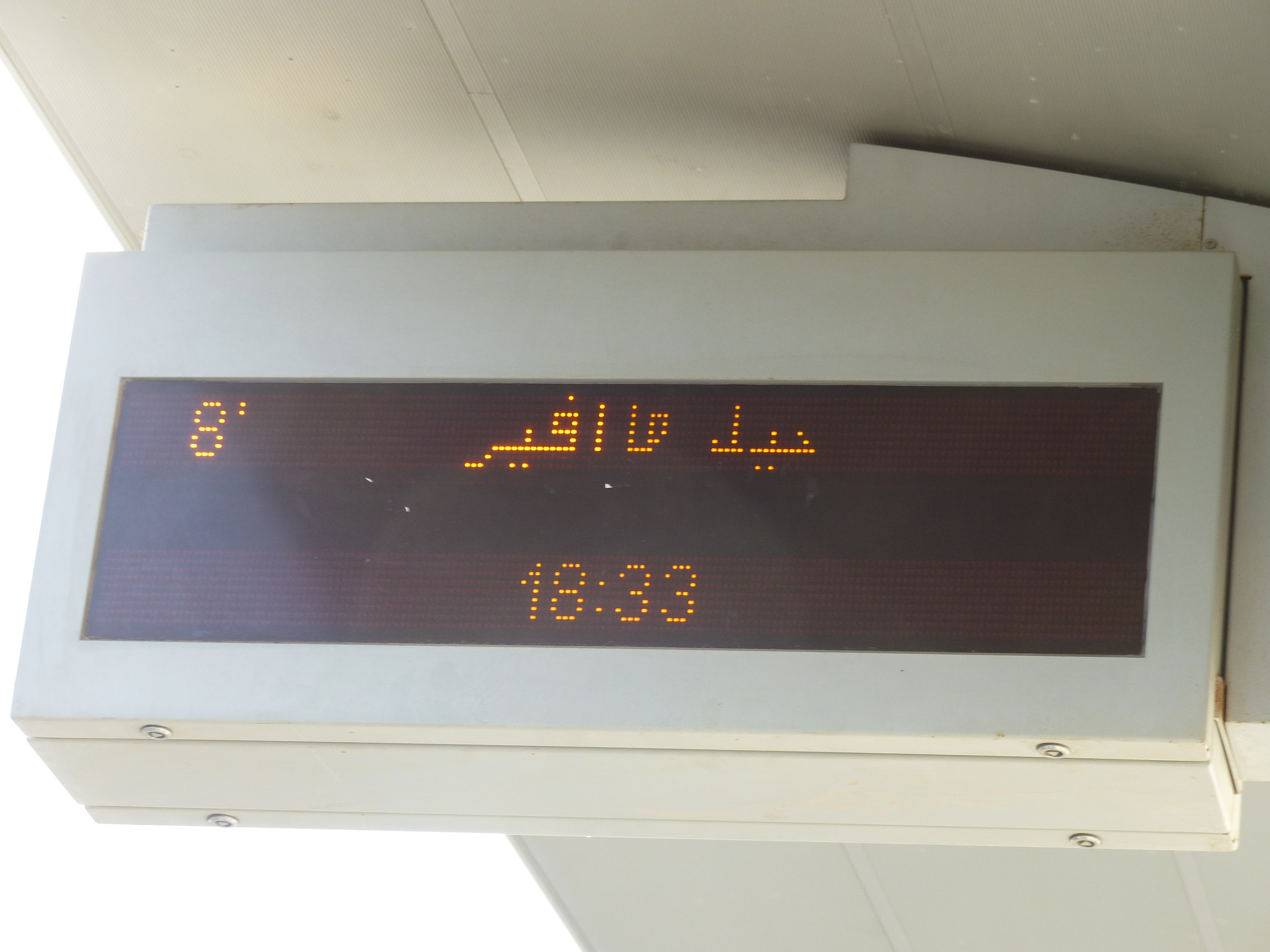
Afficheur électroluminescent trilingue des stations

Le tramway fonctionne tous les jours de la semaine. Le service s'interrompt le chabbat, du vendredi soir vers 17 heures au samedi soir vers 21 heures.
En semaine, le tramway circule de 5 h 30 environ jusqu'à minuit environ.
Les fréquences théoriques sont les suivantes en mai 2014 :
| Un tramway toutes les ... minutes | 5 h 30 à 6 h 00 | 6 h 00 à 6 h 30 | 06 h 30 à 9 h 00 | 09 h 00 à 13 h 00 | 13 h 00 à 15 h 00 | 15 h 00 à 18 h 00 | 18 h 00 à 24 h 00 |
| --------------------------------- | --------------- | --------------- | ---------------- | ----------------- | ----------------- | ----------------- | ----------------- |
| Dimanche à jeudi                  | 14 min 30 s     | 9 min 30 s      | 5 min 30 s       | 7 min 30 s        | 7 min             | 9 min             | 12 min 30 s       |
| Vendredi                          | 7 min           | 7 min           | 7 min            | 7 min             | 7 min             | 7 min             | -                 |
| Samedi                            | -               | -               | -                | -                 | -                 | -                 | 9 min 30 s        |

Dans chaque station, des afficheurs indiquent en hébreu, arabe et anglais l'attente avant le prochain tramway.

### Tarification et billetterie

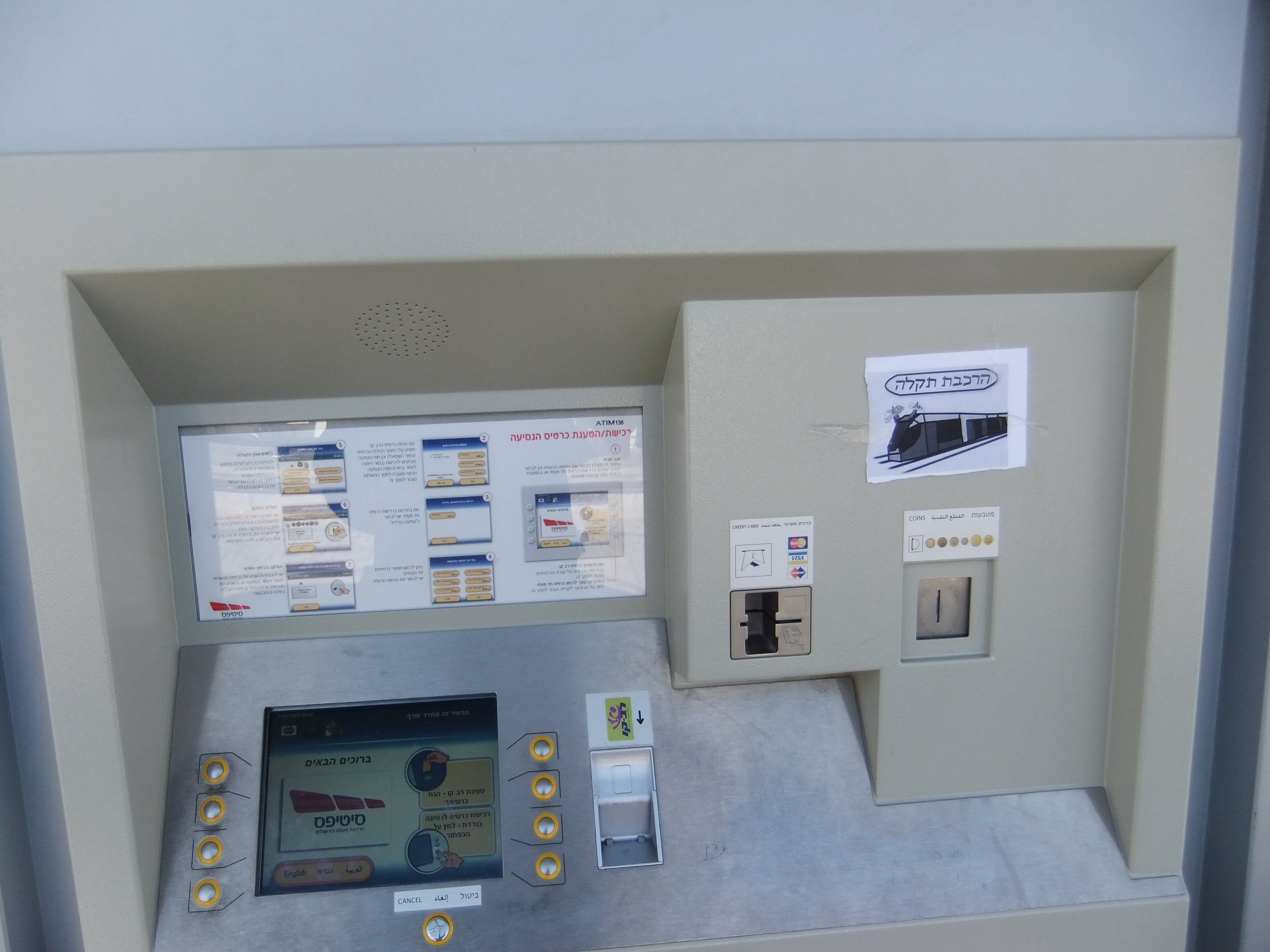
Distributeur de billets.
L'écran est multilingue

Le billet valable pour un voyage, le jour de l'achat, est vendu par des automates situés sur les quais de station au prix de 6,90 shekalim en 2015. Ce billet est également valable dans tous les bus intra muros (y compris Guivat Zeev, Kever Rahel, Maalé Adoumim, Almon, Mevasseret Tsion, Motsa, Bet Zayt, Ora, Adam, Kohav Yaakov, Tel Tsion et Ar Guilo) pendant une durée de 1h30.
Une carte sans contact est disponible pour les pré-paiements de trajets sur les automates et les abonnements. Elle peut être anonyme ou personnelle. La carte personnelle contient les droits à réduction (senior etc.) pour qu'ils soient appliqués automatiquement.

### Parcs relais

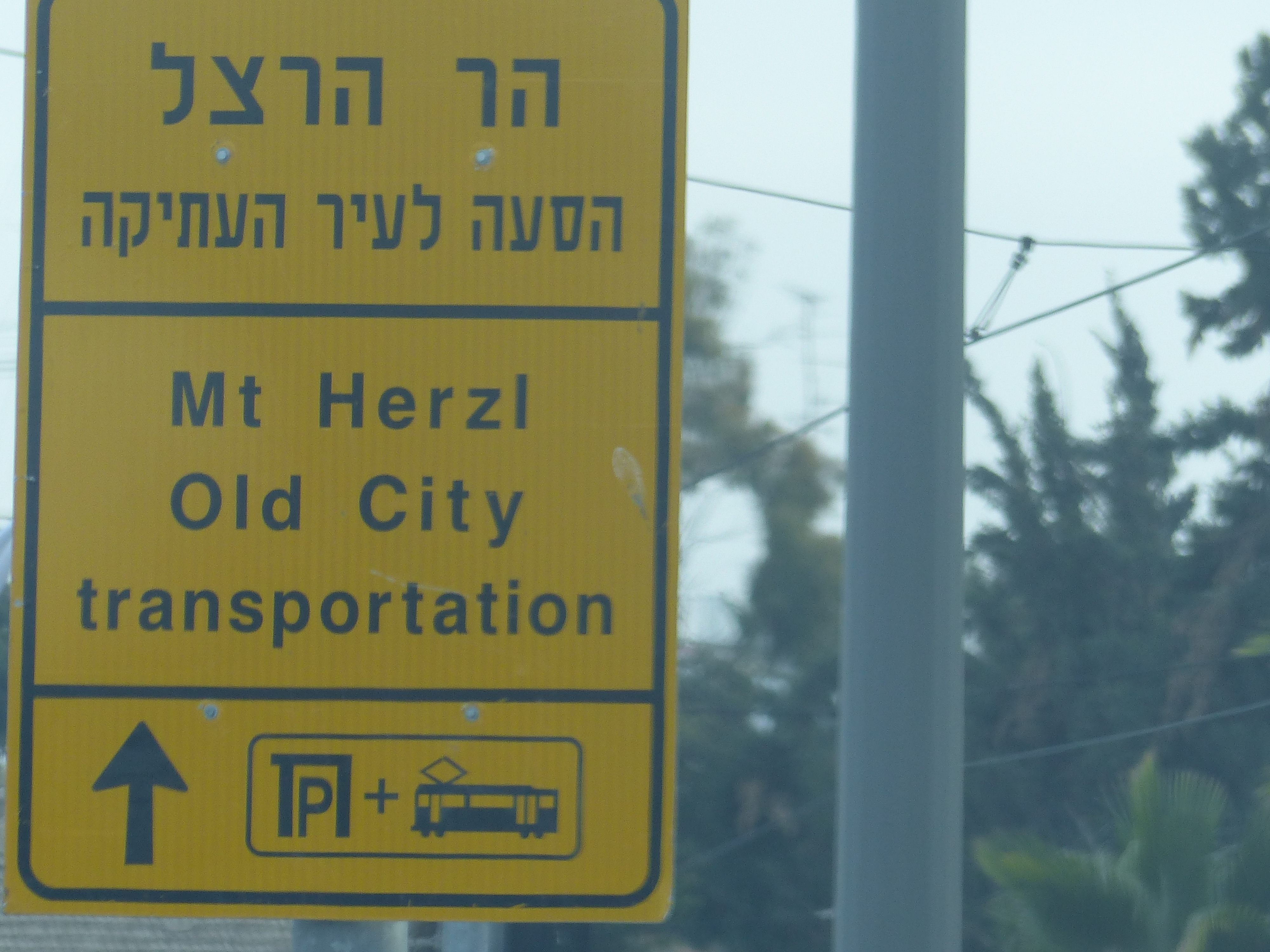
Panneau routier annonçant le parc relais du Mont Hertzl.

Trois parcs relais ont été aménagés le long de la ligne, près des terminus de Pisgat Zeev (derrière la mairie de quartier) et de Mont Herzl (sous la statue rouge) ainsi qu'à Amunition Hill (à côté du musée).
Leur usage est gratuit pour les usagers munis d'un titre de transport.
Ils fonctionnent :
- Du dimanche au jeudi de 5 h du matin à 1 h de la nuit suivante ;
- Le vendredi de 5 h du matin à 15 h ;
- Le samedi de 30 min après la sortie du shabat jusqu’au dernier train[31].

### Signalisation

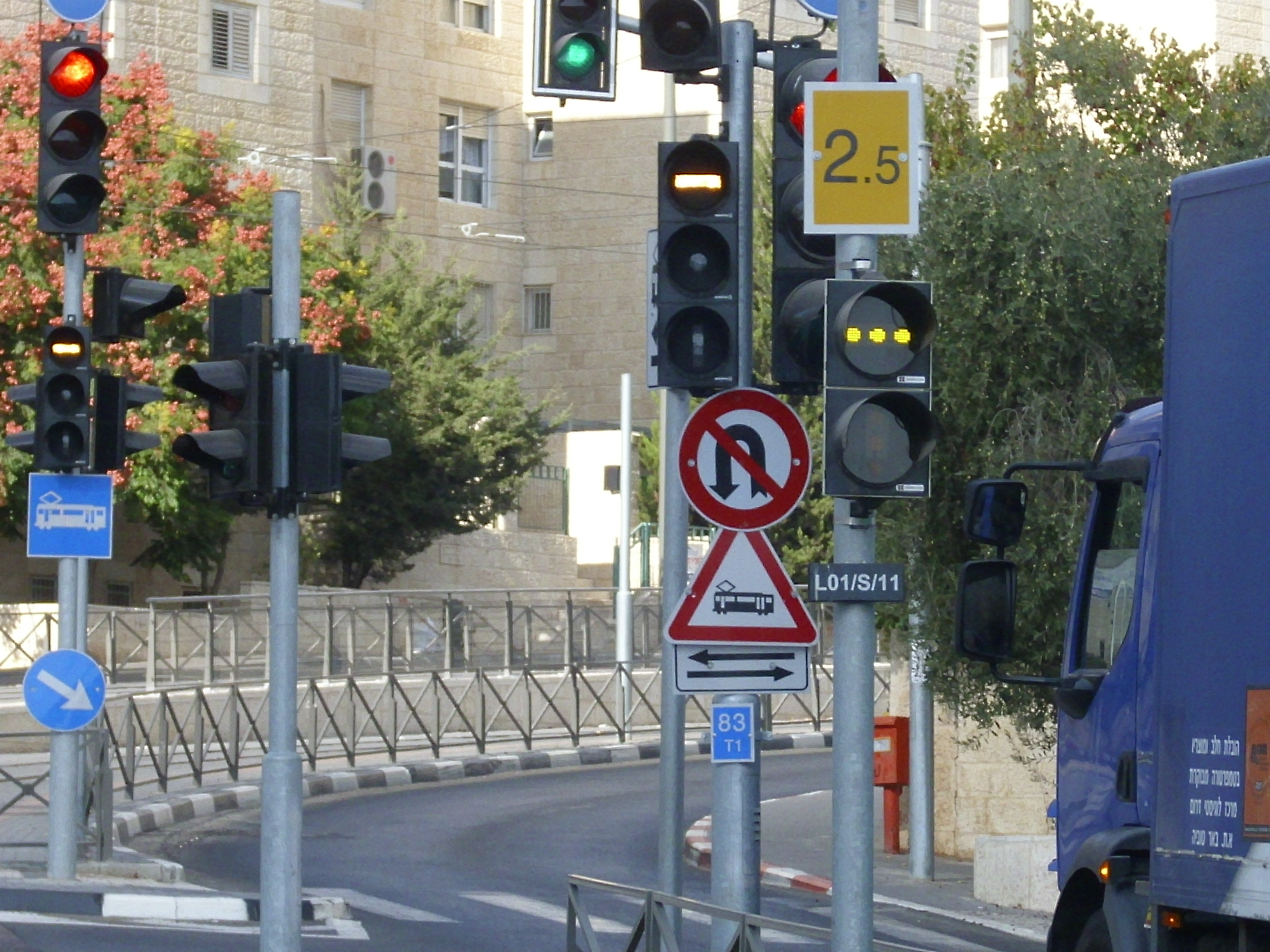
Signalisation routière et du tramway à Pisgat Ze'ev

### Accidents, incidents et attentats
- Le lundi 10 octobre 2011 au soir : premier jet de pierres sur le tramway dans le quartier arabe de Beit Hanina. une vitre a été brisée[32]. Pourtant, lors de sa construction, le tramway de Jérusalem avait été créé pour pouvoir résister à des jets de pierres.
- Le mercredi 16 novembre 2011 : premier conflit social, 20 conducteurs sur les 35 suspendent le travail et envoient une lettre de démission, à la suite du désaccord concernant le salaire et les conditions de travail[33].
- Le dimanche 27 novembre 2011 dans l'après-midi : le service a été interrompu pendant environ une heure après qu'un piéton a été sérieusement blessé par le tramway. Il s'agit d'un homme âgé habitant à Jérusalem-Est qui traversait les voies entre la porte de Damas et la porte neuve. Il a été évacué à l'hôpital Hadassah d'Ein-Kerem[34].
- Le jeudi 15 mars 2012 : une soldate est poignardée par un Arabe dans le tramway à Pisgat Zeev, à la station "Yekoutiel Adam". Elle souffre de graves blessures (poumon perforé) mais le pire a été évité car la lame a frôlé le cœur. Depuis quelques semaines on observe un regain de tension dans la capitale israélienne[35].
- En été 2014 : un tiers des wagons et plusieurs stations du tramway sont vandalisés lors des émeutes en réponse à l’assassinat d’un adolescent arabe[36],[37]

## Extensions et nouvelles lignes

Une carte de la municipalité de Jérusalem présentant la ligne rouge actuelle, la ligne bleue prévue, et en pointillés des projets d'extensions.

Le 15 mai 2019, le groupe français Alstom, qui avait participé à la construction de la première ligne de tram, fait savoir qu’il ne participera pas à l’appel d’offres en cours à propos de l’extension du tramway de Jérusalem. Il aurait invoqué l’impact de cette construction sur le respect des droits des Palestiniens et l’illégalité de sa participation à ce projet au regard du droit français[réf. nécessaire]. Des organisations de défense des droits de l’homme et des associations pro-palestiniennes avaient fait pression sur les compagnies étrangères engagées dans la construction de ce tramway.

### Extension de la ligne rouge
Le 27 février 2025, la ligne actuelle a été étendue jusqu'à Neve Yaakov au nord-est, et Ein Kerem au sud-ouest.

### Ligne verte
La ligne verte doit faire 19,6 km et circuler de l'Université hébraïque de Jérusalem située au Mont Scopus à Gilo, au sud de la ville. L'appel d'offres est lancé au début de 2018, et prévoit un coût de 10 milliards de shekels pour une ouverture en 2024. Elle doit disposer de 33 stations et transporter jusqu'à 160 000 passagers par jour.

### Ligne bleue
La ligne bleue doit relier Ramot à Gilo en passant par le centre-ville sur 20,3 km. Ses 42 arrêts doivent voir passer 250 000 passagers/jour. Son tracé est approuvé le 28 janvier 2016, pour une ouverture estimée vers 2023,. Un embranchement de la ligne doit également desservir Emek Rephaïm et Malha.

## Critiques et contentieux

### Légalité du projet
La plupart des critiques ont un fondement politique, car le tracé s'inscrit dans des quartiers de Jérusalem-Est revendiqués par l'Autorité palestinienne : le projet est dès lors ressenti par cette dernière, non comme un trait d'union entre les peuples, mais comme un axe logistique de la colonisation israélienne en territoire palestinien.

#### Les arguments des opposants
La ligne de tramway traverse Jérusalem-Est et passe par des quartiers juifs construits dans un secteur de Jérusalem conquis lors de la guerre des Six Jours et sur lequel la souveraineté d'Israël n'est pas reconnue par la communauté internationale,,.
En reliant Jérusalem-Ouest, partie israélienne de la ville, aux colonies de French Hill, de Pisgat Zeev, et de Neve Yaakov, la construction du tramway est vue, selon certains, comme légitimant la reconnaissance de ces colonies,.
Pour Fouad Hallak et Wassim H. Khazmo (conseillers de l’Organisation de libération de la Palestine) :

« À terme, le tramway rapprochera de Jérusalem-Ouest toutes les colonies juives de Jérusalem-Est. Il participe donc à l’irréversibilité de l’occupation. Or, sans Jérusalem-Est, il n’y a pas d’Etat palestinien... »

Amnesty International estime que :

« le tramway va entériner des mesures illégales d'annexion et de colonisation adoptées préalablement par le gouvernement israélien, [...] la conclusion de ce contrat soulève des questions de violation du droit international. »

Plusieurs associations (parmi lesquelles Amnesty International, France-Palestine Solidarité et Femmes en noir) considèrent que le projet du tramway de Jérusalem ne respecte pas la IVe convention de Genève ainsi que la résolution 465 du Conseil de sécurité des Nations unies,.
Veolia a fait depuis en partie marche arrière en revendant une partie de ses participations et en cherchant un opérateur pour le remplacer

#### Sanctions à l'égard de Veolia et Alstom
Les critiques du projet et son caractère considéré comme illégal par certains ont eu des répercussions négatives sur Veolia et Alstom : Alstom Transport et Veolia Transport sont actionnaires, à hauteur respectivement de 20 % et 5 %, du consortium CityPass Limited, chargé de la construction et de l'exploitation du tramway de Jérusalem.
Les assemblées générales de Veolia Environnement (11 mai 2006, au CNIT) et d'Alstom (28 juin 2006, au carrousel du Louvre) furent marquées par des actions des militants du Collectif national pour une paix juste et durable entre Palestiniens et Israéliens, demandant le retrait de ces deux entreprises du projet.
En mars 2006, la Ligue arabe déclara que la construction de ce tramway était illégitime et demanda à Alstom et Veolia Transport de « se retirer immédiatement si elles ne veulent pas que des démarches soient entreprises contre elles. »
Une banque hollandaise (ASN Bank) a mis fin à sa participation dans le capital de Veolia Environnement en 2006,. En 2009, pour la même raison, le fonds de pension suédois AP7 a retiré Alstom de son portefeuille.
À cause de sa participation au tramway de Jérusalem, Veolia se serait vue exclue de plusieurs appels d'offres auxquels elle soumissionnait :
- contrat de 750 millions d'euros pour la gestion des déchets urbains de la Communauté urbaine de Bordeaux.
- contrat de collecte et de recyclage des déchets de Sandwell (Royaume-Uni).
- contrat de 3,5 milliards d'euros en tant qu'opérateur de métro de la ville de Stockholm[6].

Des pressions politiques ont été exercées contre Alstom et Veolia.

#### Point de vue de Veolia et d'Alstom
Veolia quant à lui, souligne que le tramway a pour but d'améliorer la mobilité et le développement économique des populations de la région, et qu'il profitera à tous, population arabe y compris, que ce soit en termes de déplacements (plus faciles, plus rapides) et en termes d'emplois. Il indique avoir consulté la population arabe des quartiers avoisinant Jérusalem, et avoir constaté une approbation du tramway. Il rappelle en outre qu'il se charge uniquement de l'exploitation du tramway, pas de la construction, et qu'il n'a pas été consulté sur le tracé, défini dans l'appel d'offres. Enfin, il déclare que si un tribunal français ou une juridiction internationale reconnue venait à conclure que le projet de tramway ou l'accord conclu par Veolia Transport violerait la loi, il accepterait toute décision irrévocable. Il remarque également que l'AFPS a mis près de 7 ans à agir en justice (appel d'offres datant de 2000).
Veolia a vendu les 5 % des parts qu'il possédait en octobre 2010, mais maintient temporairement une assistance technique.
Alstom remarque que la population de Jérusalem a crû de près de 50 % en vingt ans, et que le tramway est « une solution logique pour apporter une réponse à la congestion. »

#### Procès contre les entreprises françaises
En février 2007, devant le tribunal de grande instance de Nanterre, l'Association France-Palestine Solidarité a attaqué en justice Alstom et Veolia Transport dans le cadre d'une requête en annulation du contrat du tramway de Jérusalem. L'Organisation de libération de la Palestine a voulu se joindre à cette action en justice, mais son action a été rejetée pour des questions de forme.

##### Procédure sur la compétence du tribunal de Nanterre
Les sociétés françaises ont saisi la justice à propos de la compétence du TGI de Nanterre sur la question, ce qui a été tranché positivement. Dans son jugement du 15 avril 2009, le tribunal de grande instance de Nanterre n'a pas retenu les arguments (« incompétence matérielle et territoriale du tribunal saisi », « irrecevabilité des demandes des plaignants pour défaut de qualité et d'intérêt pour agir », « immunité de juridiction de l'État d'Isarël » - État qui n'est pas partie prenante dans le projet mais qui est considéré comme « puissance occupante de la partie de la Cisjordanie où est construit et où sera exploité le tramway litigieux ») de ces deux sociétés contestant leur assignation en justice. Le tribunal considère que l'AFPS (Association France-Palestine Solidarité) peut intenter une action contre ces sociétés françaises car l'exécution du contrat de construction et d'exploitation du tramway de Jérusalem pourrait porter atteinte aux intérêts collectifs que l'AFPS défend.
Contrairement à Veolia, Alstom a décidé de faire appel de ce jugement. La cour d'appel de Versailles a débouté Alstom et confirmé la compétence du TGI de Nanterre. Alstom a saisi la cour de cassation et a été débouté.

##### Procédure sur le fond et décisions de justice
Les procédures sur le fond auraient dû commencer en juillet 2010, mais à la demande de l'AFPS, et contre l'avis de Veolia, l'audience de plaidoirie a été repoussée en février 2011, puis toujours à la demande de l'AFPS, en mars 2011, malgré l'opposition de Veolia.
Le 30 mai 2011, le Tribunal de Nanterre rejette la plainte de l'AFPS, arguant que les lois internationales évoquées par l'AFPS s'appliquaient aux États, et non aux entreprises ou aux individus, tandis que les lois du code civil français ne peuvent s'appliquer à un contrat qui est soumis aux lois israéliennes, et enfin considère que le dernier argument utilisé par l'AFPS (à savoir la violation des codes éthiques des entreprises) n'est pas démontré.
L'OLP et l'AFPS font appel. Le 22 mars 2013, la Cour d’Appel de Versailles condamne l’OLP et l’Association France Palestine Solidarité (AFPS) à verser 30 000 euros aux sociétés Alstom, 30 000 euros à Alstom Transports et 30 000 euros à Veolia Transports. La Cour d’Appel a jugé que le motif politique, imputé à l’État d’Israël ne pouvait être appliqué à la cause des contrats passés par les sociétés commerciales. C’est pourquoi elle a débouté les appelants.

#### Procès contre l’État français
L'AFPS et l'OLP attaquent également l’État français pour son soutien à la participation de Alstom et Veolia à la construction ou à l'exploitation du métro léger de Jérusalem. L'affaire remonte jusqu'au Conseil d'État ; elles sont finalement déboutées.

### Pollution
En Israël comme ailleurs, la familiarité des habitants avec les transports à énergies fossiles et la dépendance à la voiture automobile individuelle ont suscité de nombreuses critiques face aux nombreux embouteillages dus au chantier de construction du tramway, accusé d'engendrer de la pollution, au point que le maire de Jérusalem a parlé d'une situation « intolérable ».